# 金山镇 (连云港市)
金山镇为江苏省连云港市赣榆区下辖镇，位于赣榆区西北部，是秦代东渡日本方士徐福的故里，是江苏省百家名镇之一。
截至2007年，总面积66.43平方千米,耕地面积2952公顷，辖21个行政村，总人口4.72万。

## 经济
2007年，全镇完成地区生产总值3.28亿元，地方财政一般预算收人1557万元，全社会固定资产投人4.10亿元(工业投人4.00亿元)，工业入库税收2239万元，农民人均纯收人6107元。

## 旅游
2006年，连云港徐福泊船山风景区被国家旅游局命名为全国农业旅游示范点和AA级风景区。
2007年，规划了面积1万亩的徐福泊船山风景区。
2007年，投资1千万元，兴建了占地面积2.67公顷的“徐福纪念馆(徐福庙)”，并于10月26日成功举办了中国·赣榆第七届徐福节开幕式。

## 行政区划
以下详细区划及数据采用2007年底统计信息。
2007年底，面积66.43平方千米，辖21个行政村。

### 西张夏村
有12个村民小组，1050户、4021人，耕地面积301.62公顷，农村经济总收人2413万元，工农业总产值5817万元，农民人均纯收人6406元。

### 东张夏村
有7个村民小组，420户、1540人，耕地面积113.06公顷，农村经济总收人869万元，工农业总产值1340万元，农民人均纯收人3412元。

### 红庄村
有8个村民小组，505户、1740人，耕地面积巧9.55公顷，农村经济总收人2020万元，工农业总产值3143万元，农民人均纯收人5916元。

### 远庄村
有16个村民小组，858户、3216人，耕地面积248.40公顷，农村经济总收人3057万元，工农业总产值4628万元，农民人均纯收人5699元。

### 夏庄村
有6个村民小组，495户、2000人，耕地面积138.40公顷，农村经济总收人1528万元，工农业总产值2772万元，农民人均纯收人3321元。

### 丁庄村
有4个村民小组，265户、1115人，耕地面积80公顷，农村经济总收人486万元，工农业总产值1391万元，农民人均纯收人3239元。

### 仲集前村
有6个村民小组，339户、1282口人，耕地面积133.47公顷，农村经济总收人3841万元，工农业总产值1740万元，农民人均纯收人7698元。

### 马集前村
有12个村民小组，623户、2210人，耕地面积216.44公顷，农村经济总收人1800万元，工农业总产值3857万元，农民人均纯收人6848元。

### 朱汪村
有4个村民小组，200户、1071人，耕地面积99.25公顷，农村经济总收人992万元，工农业总产值1129万元，农民人均纯收人6157元。

### 大港头村
有4个村民小组，262户、1029人，耕地面积88.38公顷，农村经济总收人1291万元，工农业总产值1635万元，农民人均纯收人6200元。

### 河北村
有6个村民小组，470户、1914人，耕地面积巧8.55公顷，农村经济总收入1140万元，工农业总产值3201万元，农民人均纯收人5962元。

### 赵湖村
有5个村民小组，555户、2112人，耕地面积202.30公顷，农村经济总收人6871万元，工农业总产值3501万元，农民人均纯收入7084元。

### 前石堰村
有14个村民小组，821户、3090人，耕地面积248.32公顷，农村经济总收人2790万元，工农业总产值4967万元，农民人均纯收人6421元。

### 后石堰村
有10个村民小组，670户、2540人，耕地面积170.82公顷，农村经济总收人7568万元，工农业总产值3925万元，农民人均纯收人7540元。

### 徐福村
有8个村民小组，650户、2360人，耕地面积164.75公顷，农村经济总收人2450万元，工农业总产值2946万元，农民人均纯收人6000元。

### 八条路村
有6个村民小组，311户、1189人，耕地面积83.91公顷，农村经济总收人2889万元，工农业总产值1981万元，农民人均纯收人7064元。

### 石埠村
有18个村民小组，1100户、4067人，耕地面积322.29公顷，农村经济总收人8503万元，工农业总产值6217万元，农民人均纯收人6391元。

### 小河埃村
有6个村民小组，568户、2012人，耕地面积154.28公顷，农村经济总收人2898万元，工农业总产值3281万元，农民人均纯收入6322元。

### 黄泥埃村
有4个村民小组，300户、1030人，耕地面积77.11公顷，农村经济总收人993万元，工农业总产值1090万元，农民人均纯收人6056元。

### 佃马场村
有6个村民小组，281户、1203人，耕地面积125.40公顷，农村经济总收人1303万元，工农业总产值1797万元，农民人均纯收人6570元。

### 临马疃村
有2个村民小组，275户、1021人，耕地面积98.72公顷，农村经济总收人1579万元，工农业总产值1104万元，农民人均纯收人6151元。

## 企业
- 江苏金五综合食品有限公司
- 连云港市金康精细化工有限公司
- 连云港佳宇电子材料有限公司
- 连云港高发玩具礼品有限公司
- 连云港高华工艺品有限公司
- 达柯拉海藻工业(连云港)有限公司
- 连云港丰泰海藻有限公司
- 连云港德方海洋化工有限公司
- 连云港隆源海藻有限公司
- 翰榆县金韩食品加工厂
- 赣榆县全顺冷藏食品有限公司
- 赣榆县健康粮油贸易有限公司
- 连云港市金新粮食制品有限公司
- 连云港康尔福食品有限公司
- 连云港德福源粮油食品有限公司
- 连云港金江丝绸有限公司
- 连云港嘉田粮油工业有限公司
- 赣榆县金利丝制品有限公司
- 连云港泰鼎生物有限公司
- 赣榆县金星玩具厂
- 浙江富利泰工艺品有限公司(金山分公司)
- 连云港海诚玩具厂
- 赣榆县雪燕玩具厂
- 连云港市金玉制管厂
- 赣榆县金圆杆管制品厂
- 连云港金卫新型建筑材料有限公司
- 赣榆县金山镇三伟印花纸箱厂
- 连云港市连旋机械厂
- 赣榆县金中韩肥业有限公司
- 连云港市山山山矿泉水厂
- 连云港市成盛新型建材厂
- 赣榆县金山污水处理厂